# Lac Andrews
Pour les articles homonymes, voir Andrews.
Le lac Andrews (en anglais : Andrews Lake) est un lac américain dans le comté de Tuolumne, en Californie. Il est situé à 2 324 mètres d'altitude au sein de la Yosemite Wilderness, dans le parc national de Yosemite.